# Jennifer Kydd
Jennifer Kydd (St. Margarets Bay, 1976) è un'attrice canadese nota soprattutto per il ruolo di Paige Bradshaw nella  serie Falcon Beach, prodotta dalla Global Television.

## Biografia
Kydd è nata nel 1976 in Halifax, cresciuta a Cole Harbour, poi si è trasferita a St Margaret's Bay, Nova Scotia nei primi anni dell'adolescenza. Ha frequentato l'Acadia University dove si è laureata in Scienze Teatrali. Kydd attualmente vive a Toronto.

## Filmografia parziale

### Cinema
- Love That Boy (2003)

### Televisione
- Heart of a Stranger (2002) (TV)
- Rush of Fear (2003) (TV)
- Una nuova vita per Zoe (Wild Card) (1 episodio, Block Party, 2004)
- Doc – serie TV, 1 episodio, Nip, Tuck and Die, 2004)
- Falcon Beach (2005) (TV)
- General Hospital – serie TV, 1 episodio (2007)
- Falcon Beach – serie TV, 26 episodi (2006-2007)
- The Dresden Files – serie TV, 2 episodi, Unaired Pilot: Storm Front e Storm Front, (2007-2008)
- Il grido della civetta (2009)
- 12 volte Natale (12 Dates of Christmas), regia di James Hayman – film TV (2011)
- Big Driver, regia di Mikael Salomon – film TV (2014)